# Innocente (série télévisée)
Pour les articles homonymes, voir Innocente.
 (février 2018).
Si vous disposez d'ouvrages ou d'articles de référence ou si vous connaissez des sites web de qualité traitant du thème abordé ici, merci de compléter l'article en donnant les références utiles à sa vérifiabilité et en les liant à la section « Notes et références ».
Innocente est une série télévisée française en six épisodes de 52 minutes diffusée du 1er au 15 octobre 2016 sur France 3.

## Synopsis
Marseille. Roxanne Delage est professeur d’archéologie. Elle est mariée avec Alexis, ils ont une petite fille de 8 ans, Alma. Une après-midi, elle se rend chez un particulier pour expertiser un masque maya. Elle se réveille plusieurs heures plus tard, à moitié nue près du cadavre d'un homme. Elle panique et s'enfuit. 
La police vient l'arrêter peu de temps après chez elle, devant sa famille, accusée d'avoir tué son amant. Mise en examen, incarcérée, jugée et condamnée à 12 ans de prison, elle décide de couper les ponts avec ceux qu'elle aime pour leur épargner les douloureuses heures de parloir.
8 ans plus tard, Roxane sort de prison et elle est bien décidée à prouver son innocence. Elle va recroiser Hugo, le flic qui l'avait arrêtée alors qu'il était malade, et peu à peu le convaincre que le vrai coupable se trouve toujours dans la nature...

## Fiche technique
- Création : Isabel Sebastian, Lionel Bailliu et Yann Le Gall
- Réalisation : Lionel Bailliu
- Scénaristes : Isabel Sebastian, Sylvain Saada, Lionel Bailliu, Yann Le Gall, Olivier Fox, Catherine Ramberg, Pierre-Yves Mora et Akima Seghir
- Producteurs : Gaëlle Cholet et Pierre Gallo
- Sociétés de production : Gazelle et Cie, AT Production, RTBF, TV5 Monde
- Compositeur : Laurent Juillet
- Pays :  France
- Nb d'épisodes : 6
- Format : 52 minutes

## Distribution
- Julie de Bona : Roxane Delage
- Sagamore Stévenin : Hugo Combas
- Olivia Bonamy : Sabine Maupin
- Thomas Jouannet : Alexis Delage
- Bernard Le Coq : François Ortiz
- Thibault Vinçon : Pablo Ortiz
- Alexandra Vandernoot : Dany
- Jeanne Bournaud : Inès Ortiz
- Laura Genovino : Alma (15 ans)
- Malik Elakehal El Miliani : Blondel
- Olivier Claverie : Guy Marchepied
- Philippe Levy : Le Juge
- Marc Brun Adryan' : Le policier perquisition
- Rupert Wynne-James : Homme d'affaires
- Inès Sanna : Alma (8 ans)